# Анголо-Терме
Анголо-Терме (итал. Angolo Terme, ломб. Àngol) — коммуна в Италии, в провинции Брешиа области Ломбардия.
Население составляет 2508 человек, плотность населения — 84 чел./км². Занимает площадь 30 км². Почтовый индекс — 25040. Телефонный код — 00364.
Покровителем коммуны почитается святой Лаврентий, празднование 10 августа.